# Lazër Mjeda
Lazër Mjeda (* 6. März 1869 in Mjeda, Zadrima, Albanien; † 8. Juli 1935) war ein albanischer Geistlicher und Erzbischof von Shkodra aus der Familie Mjeda.

## Leben
1875 trat er ins Päpstliche Priesterseminar Shkodra ein. Am 10. August 1891 erhielt er durch Erzbischof Pasquale Guerini (1821–1911) in Shkodra die Priesterweihe. Er diente als Pfarrer von Pllan (Bistum Pult).
Am 28. März 1900 ernannte ihn Papst Leo XIII. zum Bischof von Sapa. Die Bischofsweihe spendete ihm Erzbischof Guerini am 20. Januar 1901 in Shkodra.
Am 24. Dezember 1904 wurde er zum Titularerzbischof pro hac vice von Areopolis und zum Koadjutorerzbischof von Shkodra ernannt. Gemeinsam mit seinem Bruder, dem Schriftsteller D. Ndre Mjeda, gründete er in Shkodra die sprachwissenschaftlich-literarische Gesellschaft „Agimi“ (dt. Die Morgenröte). Am 14. April 1909 ernannte ihn Papst Pius X. zum Erzbischof von Skopje. Am 19. Oktober 1921 wurde er zum Erzbischof von Shkodra ernannt. Am 14. Februar 1922 traf Mjeda in Shkodra ein und leistete bis zu seinem Tode 1935 einen erheblichen Beitrag zur Wiederherstellung geordneter kirchlicher Verhältnisse in Albanien.
Ohne die Hilfe Mjedas hätte Ismail Qemali (1844–1919) nicht am 28. November 1912 die Unabhängigkeit Albaniens von Vlora proklamieren können, da er zwar einen Scheck zur Finanzierung der Reise besaß, den ihm aber keine Bank einlösen wollte. So organisierte Erzbischof Mjeda für Qemali mit Hilfe der österreichischen Regierung ein Charterschiff nach Vlora. Als Mjeda im Februar 1913 aus London zurückkehrte, hatte er Gewissheit, dass das politische London und Wien die Zugehörigkeit Shkodras zu Albanien sichern werde.